# Amtsgericht Bielefeld

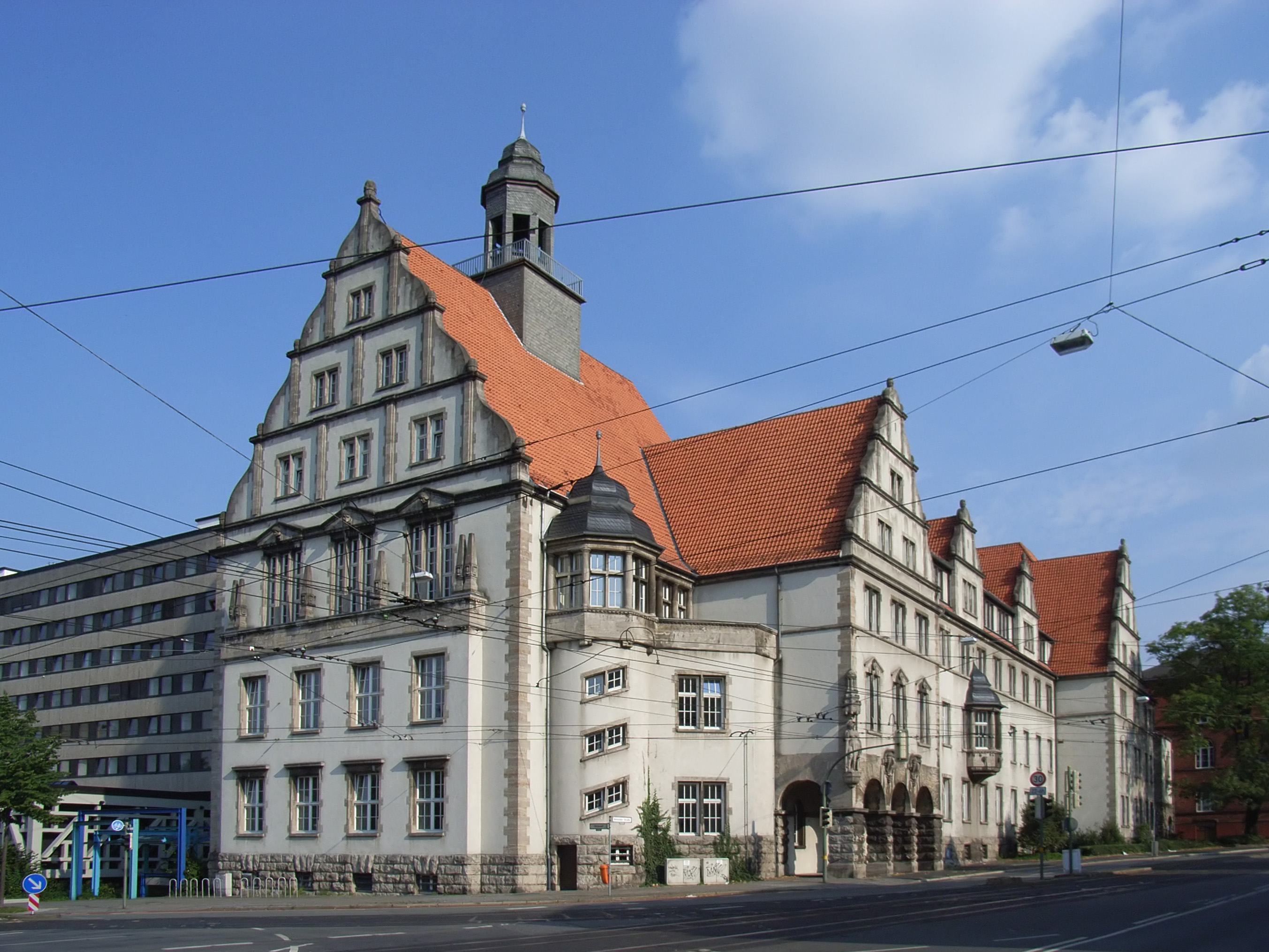
Gerichtsgebäude

Das Amtsgericht Bielefeld ist ein Gericht der ordentlichen Gerichtsbarkeit mit Sitz in der ostwestfälischen Stadt Bielefeld. Es ist zusammen mit dem Landgericht und dem Arbeitsgericht im Gerichtszentrum in der südöstlichen Innenstadt untergebracht.

## Bezirk und Aufgaben
Das Amtsgericht Bielefeld ist für die rund 330.000 Einwohner der kreisfreien Stadt Bielefeld und die 26.300 Einwohner der Stadt Schloß Holte-Stukenbrock im Kreis Gütersloh zuständig. Es ist eines von zehn Amtsgerichten im Landgerichtsbezirk Bielefeld.
Zentrales Mahngericht ist wie für alle Gerichte im Oberlandesgerichtsbezirk Hamm das Amtsgericht Hagen.

## Übergeordnete Gerichte
Dem Amtsgericht Bielefeld übergeordnet ist das Landgericht Bielefeld, das wiederum zum Bezirk des Oberlandesgerichts Hamm gehört.

## Geschichte
Nach den Befreiungskriegen und der mit ihnen verbundenen Wiedereingliederung Bielefelds in den preußischen Staat wurde die während der „Franzosenzeit“ eingeführte damals recht fortschrittliche Trennung von Verwaltung und Rechtsprechung (vergleiche: Justizwesen im Königreich Westphalen) rückgängig gemacht. In Bielefeld wurde ein Stadt- und Landgericht eingerichtet, an deren Stelle 1849 das  Kreisgericht Bielefeld trat.
Seit dem 1. Oktober 1879, dem Inkrafttreten des Reichsjustizgesetzes, gibt es das Amtsgericht Bielefeld. Es trat an die Stelle des Kreisgerichts und hatte damals einen Richter, fünf Assessoren, 2 Aktuare, zwei Registratoren, einen Rendanten, einen Kanzlisten und je fünf Boten und Gerichtsvollzieher. Mit diesen sechs Richterstellen war das Amtsgericht das größte Amtsgericht im Landgerichtsbezirk.
Sein Gerichtsbezirk umfasste den Stadt- und Landkreis Bielefeld ohne die Teile, die dem Amtsgericht Gütersloh zugeordnet waren.
§ 27 Bielefeld-Gesetz legte 1972 den Gerichtsbezirk auf das Gebiet der kreisfreien Stadt Bielefeld fest.

## Amtsgerichtsgebäude
Noch 1879 bezog das Gericht, welches seit etwa 1820 im Alten Rathaus und ab 1870 im jetzigen Arbeitsgericht getagt hatte, ein von 1877 bis 1879 errichtetes Gebäude an der Gerichtsstraße. Da sich das Gebäude durch wachsende Bevölkerungszahlen als zu klein erwies, wurde von 1984 bis 1989 schrittweise ein neues Gebäude gebaut und bezogen. Heute sind 300 Justizbedienstete am Amtsgericht beschäftigt.

## Leitung
Direktor des Amtsgerichts ist seit Herbst 2012 der gebürtige Bielefelder Jens Gnisa, der zuvor als Vizepräsident am Landgericht Paderborn tätig war. Er löste den seit 2008 amtierenden Amtsgerichtsdirektor Jörg Heinrichs ab.